# Achyra massalis
Achyra massalis là một loài bướm đêm trong họ Crambidae.